# Тёмный, Василий Фёдорович
Василий Федорович Тёмный (род. 8 января 1930, село Грушковка, теперь Каменского района Черкасской области) — советский партийный деятель, депутат Верховного Совета УССР 10-11-го созывов. Член ЦК КПУ в 1971—1990 гг.

## Биография
С 1950 года бригадир, механик карьероуправления.
Член КПСС с 1952 года.
С 1952 года — 1-й секретарь районного комитета ЛКСМУ, заведующий отделом районного комитета КПУ.
Окончил Всесоюзный заочный сельскохозяйственный институт.
С 1962 года — председатель Песчанского, Козятинского райисполкомов, начальник Бершадского районного производственного управления сельского хозяйства Винницкой области.
В 1966 — 1970 г. — 1-й секретарь Чечельницкого районного комитета КПУ Винницкой области. В 1970 — 1978 г. — 1-й секретарь Бершадского районного комитета КПУ Винницкой области.
В мае 1978 — ноябре 1986 года — председатель исполнительного комитета Винницкого областного Совета народных депутатов.
Потом на пенсии в городе Виннице.
Награжден орденами и медалями.